# Fulvaleno
Um fulvaleno é um hidrocarboneto obtido por conjugação cruzada específica de dois anéis através de uma ligação dupla pentágono exocíclica comum. O nome é derivado da estrutura similar dos fulvenos os quais apresentam um anel.